# ألين وير
ألين وير (بالإنجليزية: Alienware)‏ هي شركة كمبيوتر تابعة لشركة ديل في الولايات المتحدة. و تقوم بشكل رئيسي بتجميع مكونات طرف ثالث إلى حواسيب مكتبية ومحمولة مع مرفقات مخصصة وتقوم أيضا ببيع ملحقات الكمبيوتر المعاد ترميزها مثل سماعات الرأس والميكروفونات و الشاشات ولوحات المفايتح.
و تمتاز الشركة بأن منتجاتها تأخذ طابع الخيال العلمي في التصميم حيث نجد الإضاءة الديكورية في كل منتجاتها.
تأسست الشركة في عام 1996 على يد نيلسون غونزاليز واليكس ايولا.
و يقع مقر الشركة في مدينة هاموكس في مقاطعة ميامي في ولاية فلوريدا بجانب ميامي.